# RDRAM

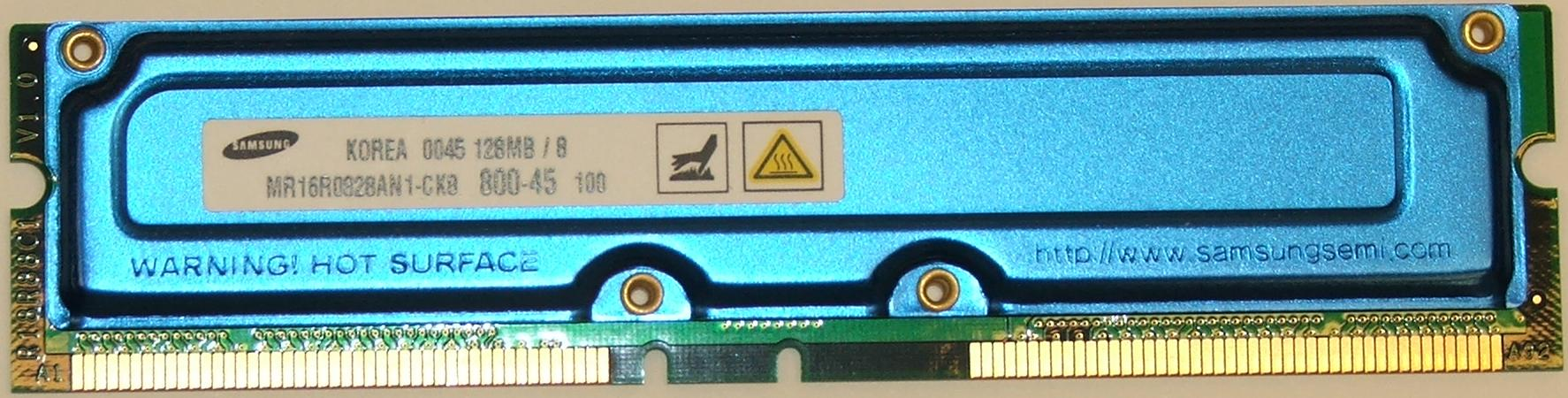
En RDRAM-RIMM

RDRAM eller Rambus DRAM är en alternativ minnesteknik för arbetsminne från företaget Rambus. Den var tänkt att konkurrera med DDR SDRAM men fick aldrig något stort genomslag.

Minnena fungerar endast parvis och då man endast hade ett minne, var man tvungen att fylla den andra par-platsen med en så kallad Rambus-Dummy.
Det som skiljer RIMM och DIMM är piggarna, enligt ritning  
1 - DIMM (notches farther apart) 
2 - RIMM (notches close together) 
Företaget Dell som tillverkar och säljer datorsystem mot både konsument och företag har i många av sina äldre modeller använt sig av RDRAM.